# Волова, Людмила Семёновна
Людмила Семёновна Волова (24 сентября 1941 — 9 апреля 2024, Москва) — российский художник, член-корреспондент Российской академии художеств (2012).

## Биография
Родилась 24 сентября 1941 года.
В 1966 году окончила художественно-графический факультет Московского государственного педагогического института, руководитель творческой мастерской по диплому — В. В. Токарева.
С 1966 по 1969 год — преподаватель кафедры живописи Московского государственного педагогического института.
С 1976 года — член Союза художников СССР.
В 2012 году — избрана членом-корреспондентом Российской академии художеств от Отделения живописи.
Основные произведения: «Лето кончается» (1984), «Большая медведица» (2002), «Мои друзья с Палихи» (2005), «Ночь на Божедомке (ул. Достоевского)» (2012), «Август» (2014), «Шёл трамвай 9-й номер» (2013), «Иерусалим. Площадь у стены Плача» (2008), «Лето красное» (2008).
Участвовала в разработке интерьеров станций метро: «Менделеевская» (Москва), «Комсомольская», «Парк культуры» (Нижний Новгород).
Скончалась 9 апреля 2024 года в Москве на 83-м году жизни.

## Награды
- Заслуженный художник Российской Федерации (2004)
- Медаль «В память 850-летия Москвы» (1997)
- Медаль «Ветеран труда» (1998)